# Korpusy wakacyjne
Korpusy wakacyjne – idea zorganizowanego czasu wolnego podczas wakacji dla uczniów szkolnych.

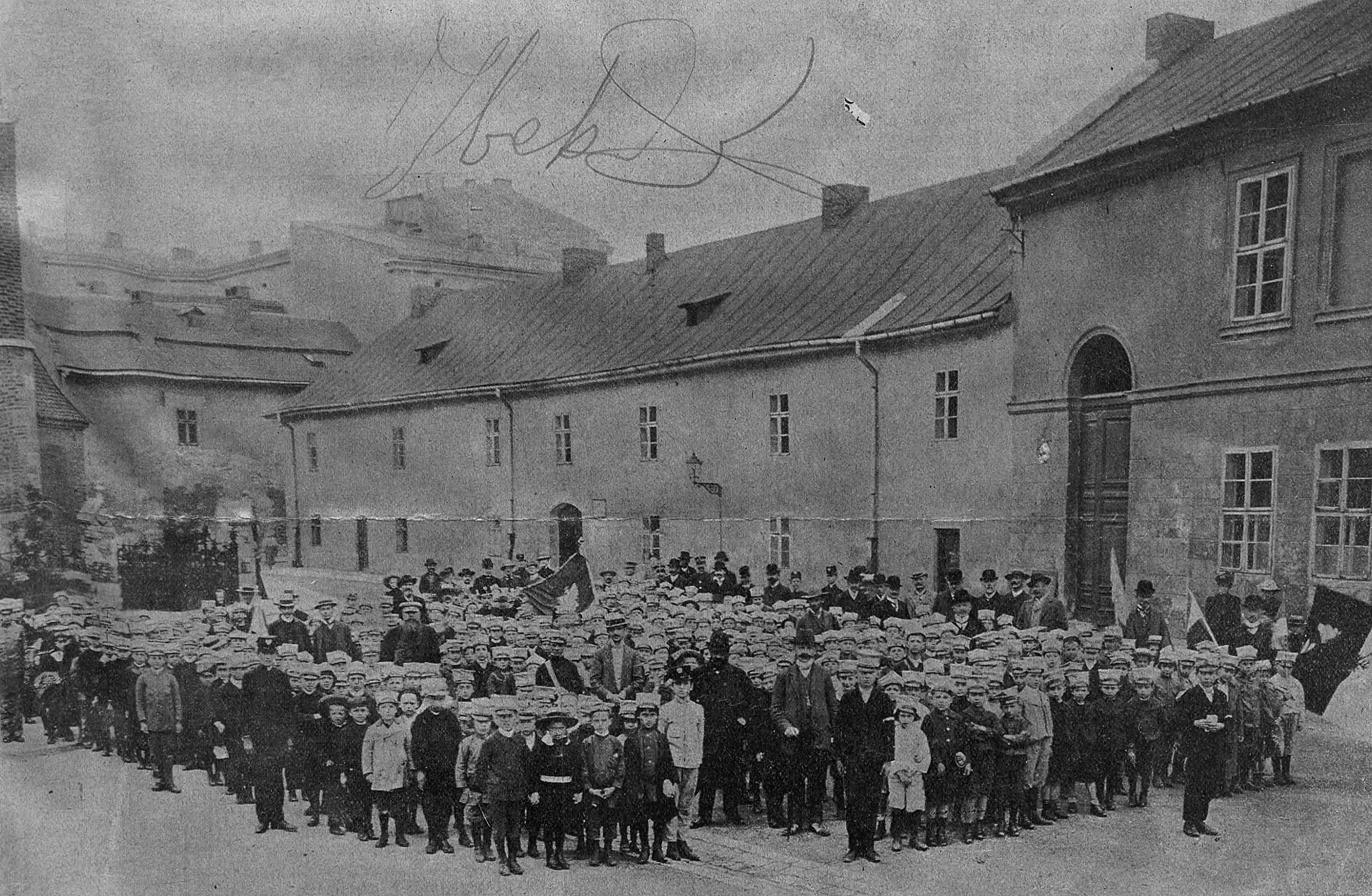
Korpusy wakacyjne w Krakowie – uczniowie przed wymarszem na wycieczkę (1908)

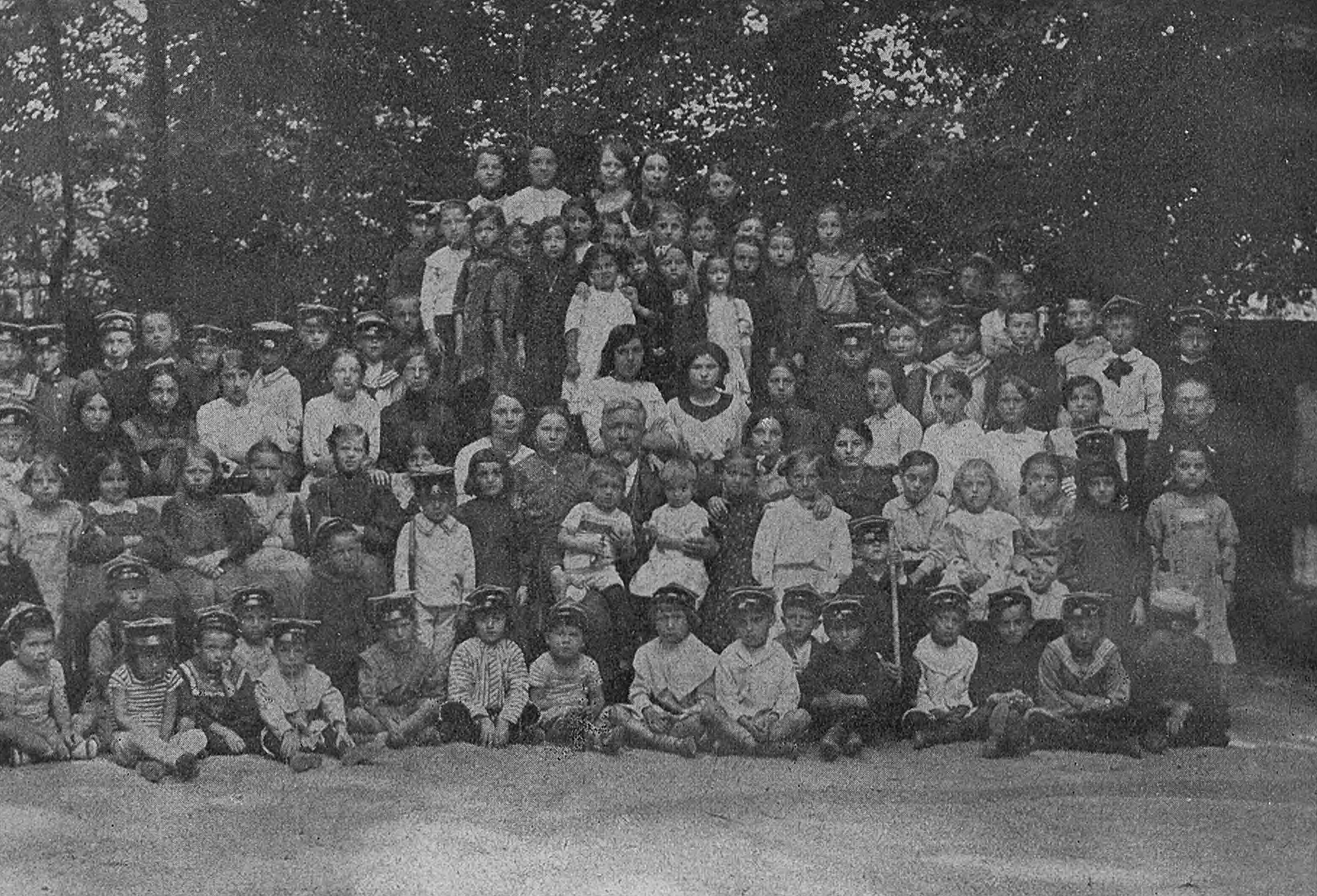
Korpus wakacyjny w Bochni (1911)

W okresie zaboru austriackiego w ramach autonomii galicyjskiej inicjatywę organizowania korpusów wakacyjnych w Galicji wysunął inspektor szkół Mieczysław Baranowski w połowie lat 90. XIX wieku. Pomysł został entuzjastycznie przyjęty przez społeczeństwo miejskie i był realizowany w zależności od istniejących uwarunkowań.
Celem korpusów wakacyjnych było skupienie młodzieży szkolnej w okresie wakacyjnym, zorganizowanie uczniom czasu wolnego (np. poprzez poznawanie miasta i okolic) i tym samym uniknięcie negatywnych skutków ich beztroski. Korpusy wakacyjne były przewidziane dla chłopców. Idea dotyczyła uczniów, którzy podczas ferii letnich przebywali w mieście. Udział w korpusach był dobrowolny, dopuszczalny po ukończeniu pierwszej klasy szkolnej, a do uczestnictwa zachęcano np. afiszami. Poza celami wychowawczymi korpusy wakacyjne realizowały zadanie wzmocnienia tężyzny fizycznej. Ponadto stanowiły zaprawę o charakterze wojskowym, jako że uczestnicy otrzymywali specjalne mundurki i czapki korpusowe, maszerowali w rytm bębna, a także ćwiczyli posługując się atrapami broni (np. drewnianymi karabinami czy lancami), uczyli się musztry, śpiewali pieśni. W ramach zajęć uczestnicy odbywali ćwiczenia na obiektach gimnastyczno-sportowych (np. „Sokoła”) oraz w terenie pozamiejskim. Organizowano także wycieczki, służące młodzieży z prowincji do poznawania polskiej historii i umacnianie patriotyzmu. Wyprawy miały charakter pieszy w okolicy działania korpusów i miały charakter krajoznawczy, ale także organizowano dalsze wycieczki (np. z Sanoka do Krakowa). Uczestniczący w korpusach wakacyjnych chłopcy określali siebie jako „korpuśniacy”. Grupy uczestników były podzielone na zastępy, odznaczali się osobnym ubiorem i dysponowali sztandarem.
Okres rozkwitu działalności korpusów wakacyjnych przypadł na pierwszą dekadę XX wieku. W Krakowie ideę zrealizowano w 1908 z inicjatywy radnego prof. Domańskiego. W pierwszych dniach zapisów zgłosiło się tam do udziału około 1000 chłopców. Funkcjonowanie korpusów było ściśle związane z krzewieniem idei patriotycznych i niepodległościowych, a według wspomnień Edmunda Słuszkiewicza kulminacyjny punkt ich istnienia przypadł na 500. rocznicę bitwy pod Grunwaldem 15 lipca 1910. W późniejszym czasie idea korpusów przygasła, co było związane z wzrastającym zapotrzebowaniem na bogatszą treść oraz z powstawaniem innych organizacji.
Określenie korpusów wakacyjnych jako letnich półkolonii zachowało się do czasów współczesnych. 